# Grammy Award para Melhor Gravação de Disco
Best Disco Recording foi uma categoria apresentada na cerimónia dos prémios Grammy, cerimónia esta estabelecida em 1958 e originalmente denominada de prémios Gramophone. Esta categoria presenteia artistas pela excelente qualidade em canções do género musical disco. As várias categorias do prémio Grammy são apresentadas anualmente pela National Academy of Recording Arts and Sciences (NARAS) dos Estados Unidos em "honra da realização artística, proficiência técnica e excelência global na indústria da gravação, sem levar em conta as vendas de canções ou posições nas tabelas musicais." Pelo seu trabalho na canção "I Will Survive" (1978), a cantora Gloria Gaynor e os produtores Dino Fekaris e Freddie Perren foram anunciados como vencedores em 1980. Todavia, devido a um movimento anti-disco, a NARAS decidiu descontinuar a categoria antes que a cerimónia do ano seguinte acontecesse. Em 1998, uma categoria similar que honorificava tanto faixas vocais quanto instrumentais de música dance foi introduzida ao prémio, apesar do receio por parte da NARAS da mesma seguir o caminho de Best Disco Recording.

## História

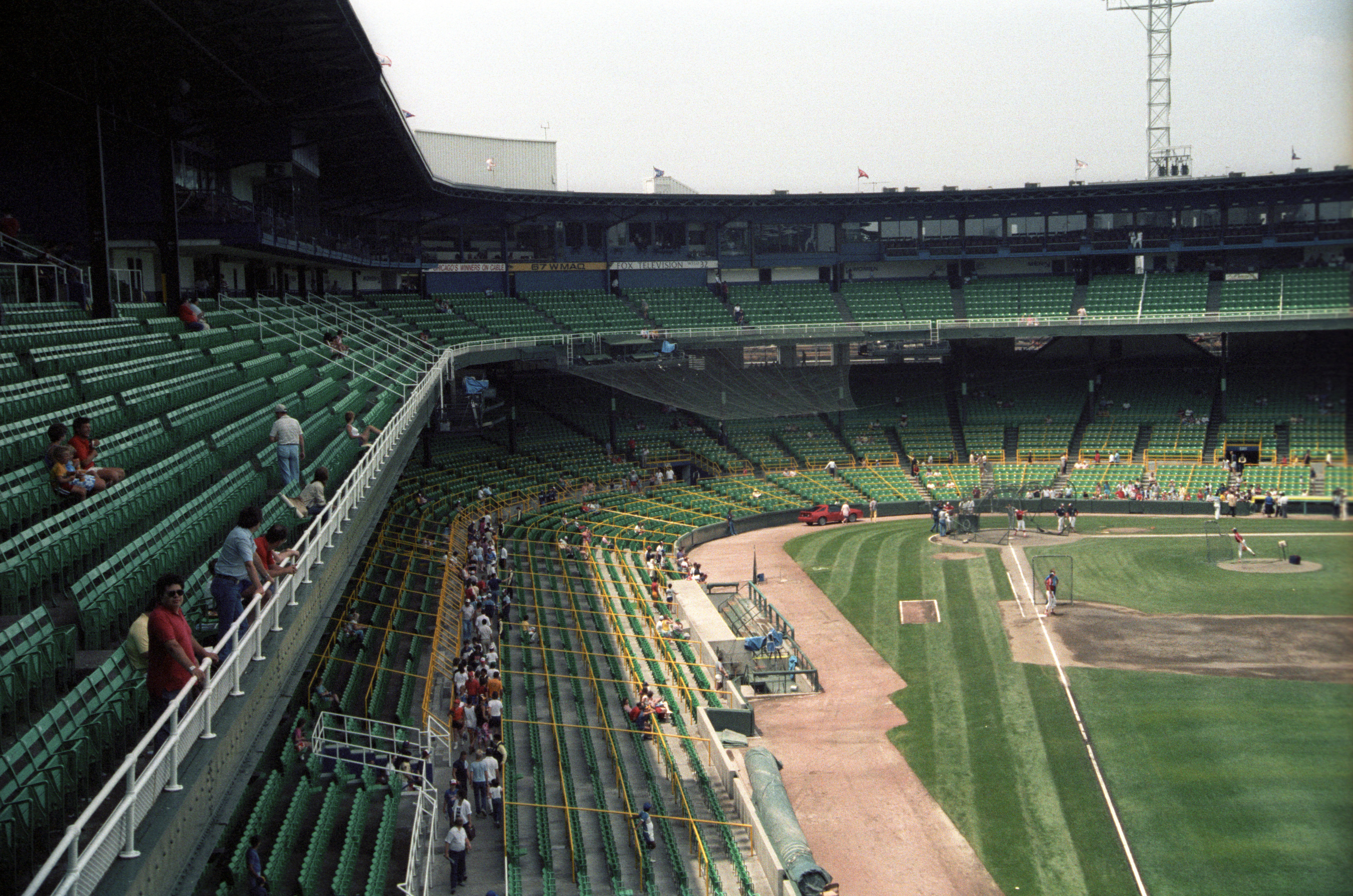
Um evento que teve no lugar no Comiskey Park (imagem) em 1979, posteriormente conhecido como Disco Demolition Night, tornou-se na maior evidência de que a popularidade da música disco se estava a desvanecer rapidamente.

O disco é um género musical que emergiu nos Estados Unidos na década de 1970. A mistura experimental de canções, combinada com uma habilidade então recente de reproduzir faixas mais longas, resultou em um género que se enquadrava perfeitamente em festas de dança. Ao longo de 1973 e 1974, "Love Is the Message", do grupo de músicos MFSB, mostrou "os primeiros ruídos do som de disco" e, pouco tempo depois, as canções "Never Can Say Goodbye" de Gloria Gaynor, "The Hustle" de Van McCoy, e "Love to Love You Baby" de Donna Summer foram sendo lançadas. Em 1977, a inauguração do clube nocturno Studio 54 em Manhattan, Nova Iorque, acompanhado pelo sucesso do filme musical Saturday Night Fever – que continha obras musicais gravada pela banda Bee Gees – incrementou a popularidade do género disco. No ano seguinte, a discoteca Paradise Garage abriu em Manhattan, a estação de rádio nova-iorquina WKTU tornou-se "completamente disco", e o número de clubes nocturnos nos EUA subiu para quase vinte mil. Na cerimónia dos prémios Grammy de 1979, Saturday Night Fever: The Original Movie Sound Track (1977) venceu a categoria Album of the Year, e os Bee Gees venceram Best Pop Vocal Performance by a Duo or Group pelo seu contributo para o álbum. Até ao fim desse ano, o valor da indústria do disco havia sido estimado em mais de quatro mil milhões de dólares americanos, "mais ... do que a indústria dos filmes, televisão ou desporto profissional."
Todavia, o movimento do disco rapidamente começou a entrar em declínio. A 12 de Julho de 1979, apenas alguns meses após a revista Newsweek ter feito uma reportagem sobre o "domínio" deste género musical, um evento promocional "tongue-in-cheek" posteriormente conhecido como Disco Demolition Night teve lugar no Comiskey Park em Chicago, Illinois. Durante o intervalo de um conjunto de dois jogos de basebol, o disc jockey (DJ) Steve Dahl atiçou fogo a um recipiente cheio de discos de música disco, causando assim um motim entre a plateia do estádio e alcançando repercussão internacional. Aproximadamente dez mil unidades de discos foram destruídas, e cerca de cinquenta mil amotinadores participaram do evento, permanecendo no campo e impedindo os jogadores do Chicago White Sox de continuarem com o segundo jogo.
A nível nacional, um "contra-ataque" aconteceu, visto que o apoio por parte do público começou a desvanecer. De acordo com o autor Craig Warner, segundo o citado no jornal britânico The Independent, o "movimento anti-disco representou uma aliança ímpia de amantes de funk e feministas, progressivos e puritanos, amantes de rock e reaccionários. Não obstante, os ataques ao disco deram espaço para que os tipos mais feios de racismo, sexismo e homofobia não-reconhecidos se desenvolvessem." Até 1980, o "disco dominante" já havia perdido a sua força; até 1985, a WKTU havia retornado a tocar apenas música rock; e até ao fim da década de 1980, clubes noccturnos famosos como o Studio 54, o Paradise Garage e ainda o Clubhouse haviam todos fechado as suas portas.

## Prémio

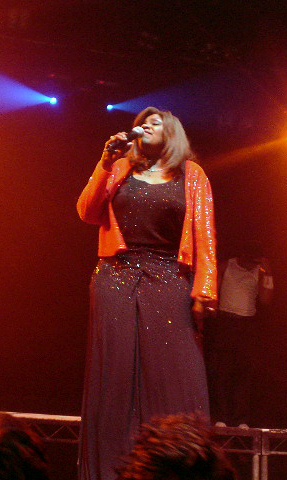
A cantora Gloria Gaynor foi a única vencedora da categoria, premiada pelo seu trabalho em "I Will Survive".

Em 1979, a NARAS tomou a decisão de adicionar a categoria Best Disco Recording para a vigésima segunda cerimónia anual dos prémios Grammy, bem no momento em que o disco se "estava a preparar para morrer". Trabalhos nomeados incluíam "Boogie Wonderland" de Earth, Wind & Fire, "I Will Survive" de Gloria Gaynor, "Don't Stop 'til You Get Enough" de Michael Jackson, "Da Ya Think I'm Sexy?" de Rod Stewart, e "Dim All the Lights" de Donna Summer. Na noite de 27 de Fevereiro do ano seguinte, durante a transmissão ao vivo da cerimónia em directo do Shrine Auditorium em Los Angeles, Califórnia, Gaynor foi anunciada como a vencedora. Pelo seu trabalho como produtores, Dino Fekaris e Freddie Perren também foram premiados.
No entanto, devido à popularidade decrescente da música disco, a NARAS acabou por eliminar a categoria antes que a cerimónia de 1981 acontecesse. De acordo com a Academia, a música disco "já não era um formato musical facilmente distinguível", embora a sua influência se tenha "espalhado por todos os tipos de música pop". Apesar da curta duração da categoria, ela ajudou a definir Gaynor como uma das artistas femininas de música disco mais populares dos anos 1970, e contribuiu para que "I Will Survive" fosse internacionalmente reconhecida como uma das canções mais comercializadas deste género.
Outra categoria de dança não foi introduzida aos prémios Grammy até 1998, quando a Best Dance Recording começou a honorificar faixas de música dance tanto vocais quanto instrumentais, embora houvesse preocupações que a categoria também teria vida curta, tal como a Best Disco Recording. Em 2003, a NARAS moveu a categoria da secção "Pop" para a nova secção "Dance", que actualmente contém também a categoria Best Electronic/Dance Album.